# Аарон Дивный
Аарон Дивный или Чудотворец, святой Эфиопской церкви, жил в XIV веке. Учился у старца Бацалоты Микаэля, после долгих скитаний основал свой монастырь Дабра-Дарэт «в земле языческой». В скитания отправился из-за гонений царя Сайфа Арада, многожёнство которого осуждал. Однако продолжал и традицию проповеди христианства, начатую Бацалотой Микаэлем, без поддержки государственной власти.